# La peste a Firenze nel secolo XV
La peste a Firenze nel secolo XV (Die Pest in Florenz), anche conosciuto col titolo La peste a Firenze è un film muto del 1919 diretto da Otto Rippert e sceneggiato da Fritz Lang. Molti i riferimenti letterari : L'Apocalisse (la grande Meretrice) L'Inferno dantesco e il racconto La maschera della morte rossa di Edgar Allan Poe - Riconoscibile anche il riferimento storico alla figura di Savonarola.

## Trama
Siamo nel Rinascimento. La cortigiana Julia, proveniente da Venezia, arriva a Firenze  e partecipa alla processione del Corpus Domini. Subito suscita l'interesse del Signore della città, Cesare, ma lei gli preferisce il figlio Lorenzo. Cesare si appresta a far torturare Julia , ma interviene Lorenzo a liberarla e a uccidere il padre. Ormai è lui il padrone della città  e con Julia la immerge in un clima di dissolutezza. La bella cortigiana si reca  in visita al francescano eremita Medardus che vive in un bosco dedito alla penitenza. Ora egli ha davanti la peccatrice e cerca di convertirla mostrandole l'Inferno. Ma a cedere non sarà Julia,  ma lo stesso frate, vittima delle lusinghe di lei. Tornati entrambi in Firenze, la trovano invasa dalla peste. Lorenzo e i suoi cortigiani si sono chiusi nel palazzo nobiliare  e vivono in un clima orgiastico e dissoluto. Ma la peste stessa compare alla festa sotto l'aspetto di una donna emaciata e vestita di stracci che si impossessa dello strumento di un suonatore di violino e inizia il suo a-solo mortale.
Produzione
Il film fu prodotto da Erich Pommer per la Decla-Bioscop AG

## Distribuzione
Il film uscì in Germania a Berlino, Marmorhause il 23  ottobre 1919 in Francia, venne tradotto letteralmente come La Peste à Florence.In Italia nel 1921
In Italia, distribuito dalla Decla, ebbe il visto di censura 16653 del 22 dicembre 1921 (con l'avvertenza di "Abolire la data del 1495 e sostituire i nomi storici di Lorenzo e Francesco").